# Ga Kkachiul
Ga Kkachiul (Tiếng Hàn: 까치울역, Hanja: 까치울驛) là ga tàu điện ngầm trên Tàu điện ngầm Seoul tuyến 7 ở Chunui-dong, Wonmi-gu, Bucheon-si, Gyeonggi-do. Từ ga này đến Ga Seongnam thuộc quản lý của Tổng công ty Vận tải Incheon.

## Lịch sử
- 27 tháng 10 năm 2012: Bắt đầu hoạt động với việc khai trương phần mở rộng đoạn Onsu ~ Văn phòng Bupyeong-gu của Tàu điện ngầm Seoul tuyến 7.
- 1 tháng 1 năm 2022: Chuyển giao quyền điều hành cho Tổng công ty Vận tải Incheon.

## Bố trí ga
| Onsu ↑                 |
| S/B N/B \|             |
| ↓ Sân vận động Bucheon |

| Hướng Bắc | ● Tuyến 7 | ← Hướng đi Onsu · Daerim · Văn phòng Gangnam-gu · Jangam                           |
| Hướng Nam | ● Tuyến 7 | → Hướng đi Sân vận động Bucheon · Sinjungdong · Văn phòng Bupyeong-gu · Seongnam → |

## Xung quanh nhà ga
| Lối ra \| 나가는 곳 \| Exit \| 出口 | Lối ra \| 나가는 곳 \| Exit \| 出口 |
| ----------------------------------- | --- |
| 1                                   | Công viên sinh thái tự nhiên Bucheon Nhà máy lọc nước Kkachiul                                                                              |
| 2                                   | Trường Bucheon Sangnok Hướng tới Khu liên hợp thể thao Bucheon Trung tâm đào tạo thanh niên Sanullim thành phố Bucheon Hướng tới ga Yeokgok |
| 3                                   | Trung tâm Y tế Lão khoa Bucheon Khu nhà ở Yeowol                                                                                            |
| 4                                   | Khu vực Kkachiul Hướng Gogang-dong |
| 5                                   | Hướng đi Jak-dong |

## Hình ảnh

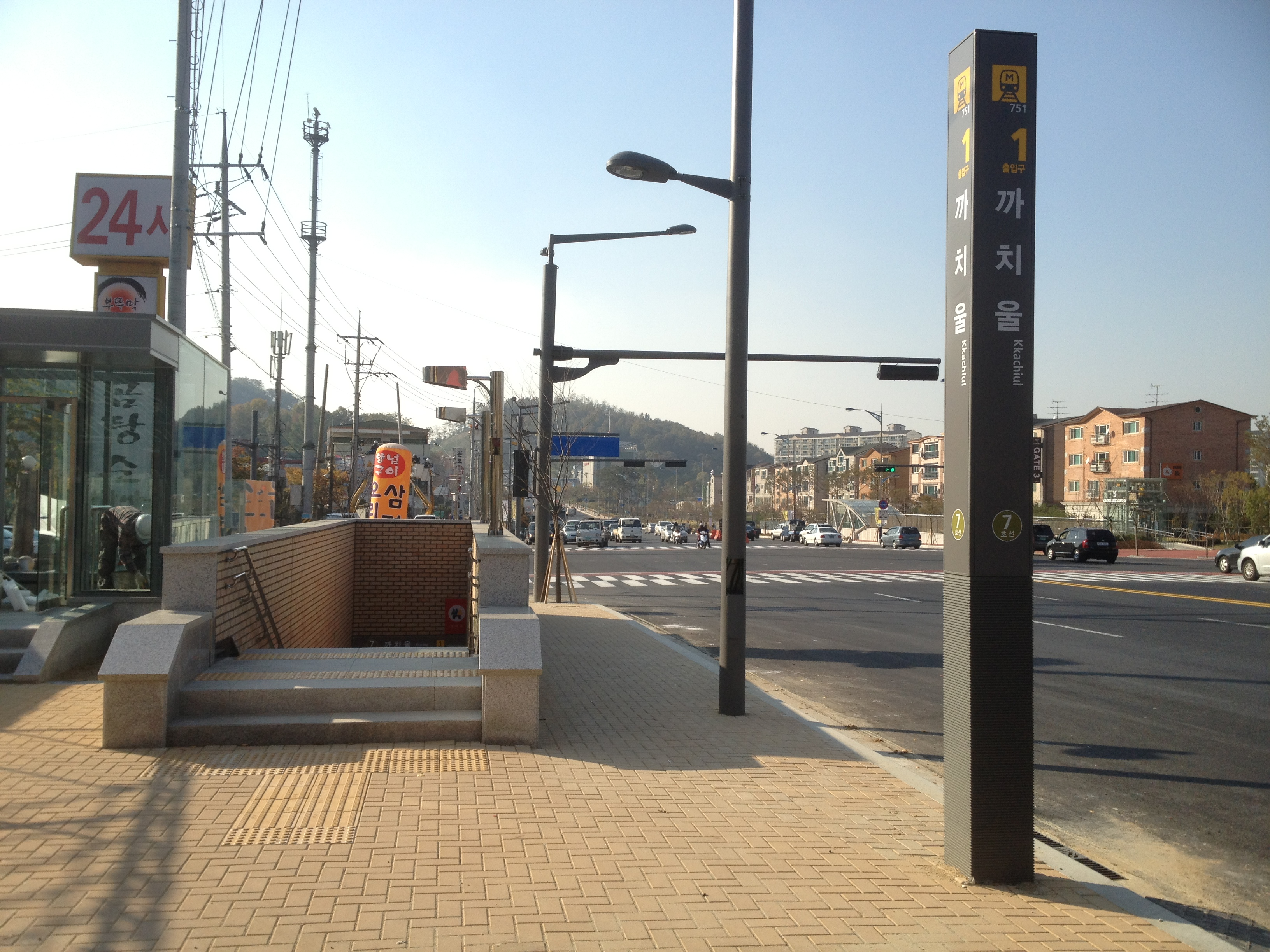
Ga Kkachiul 1
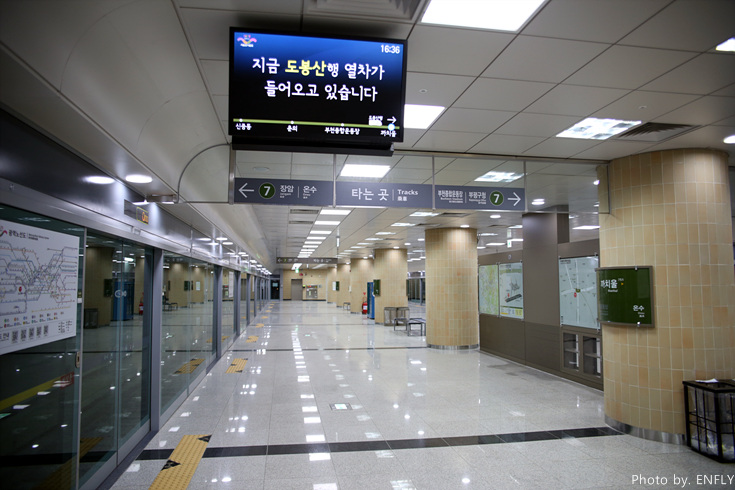
Ga Kkachiul 2
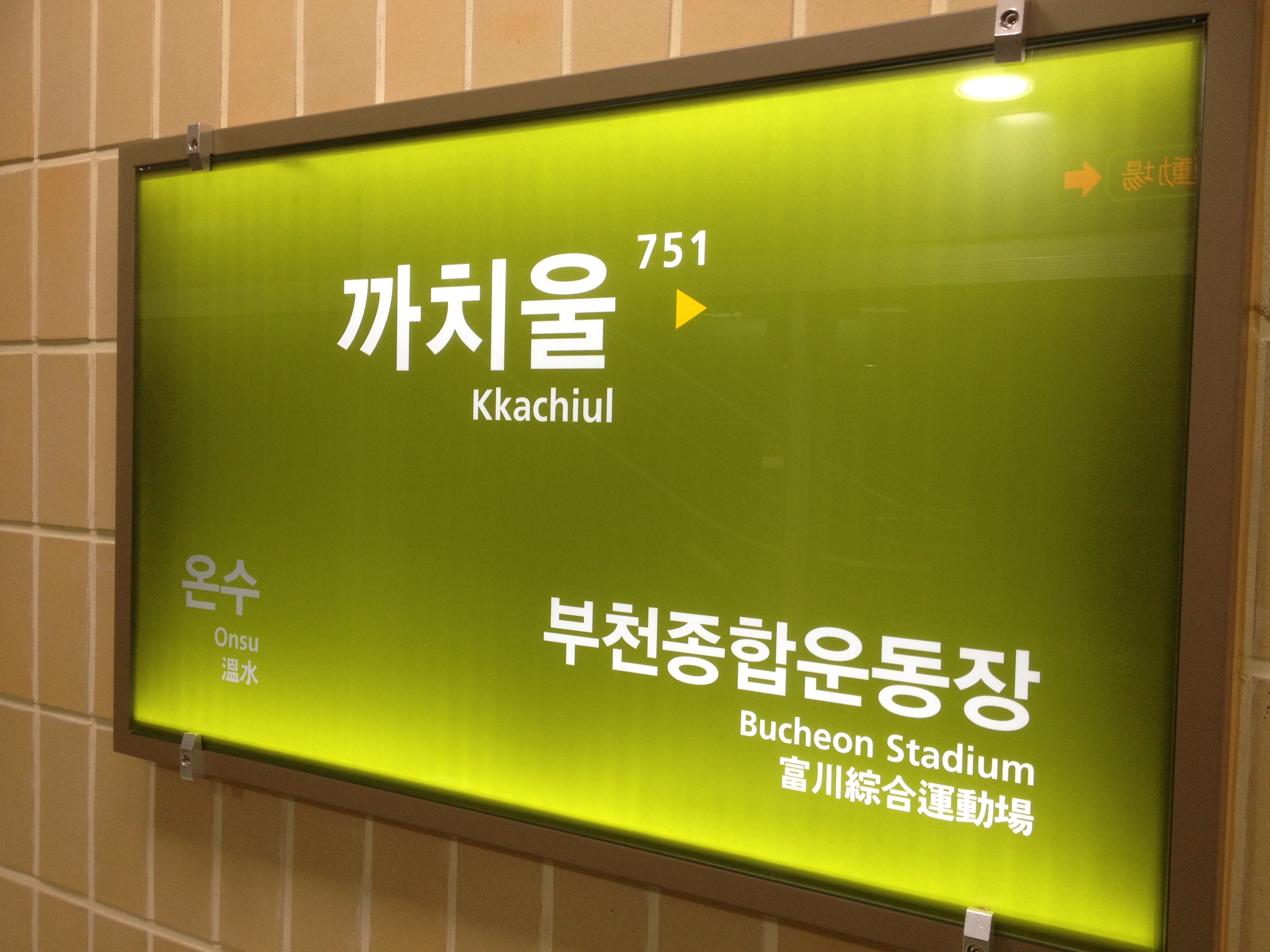
Ga Kkachiul 3
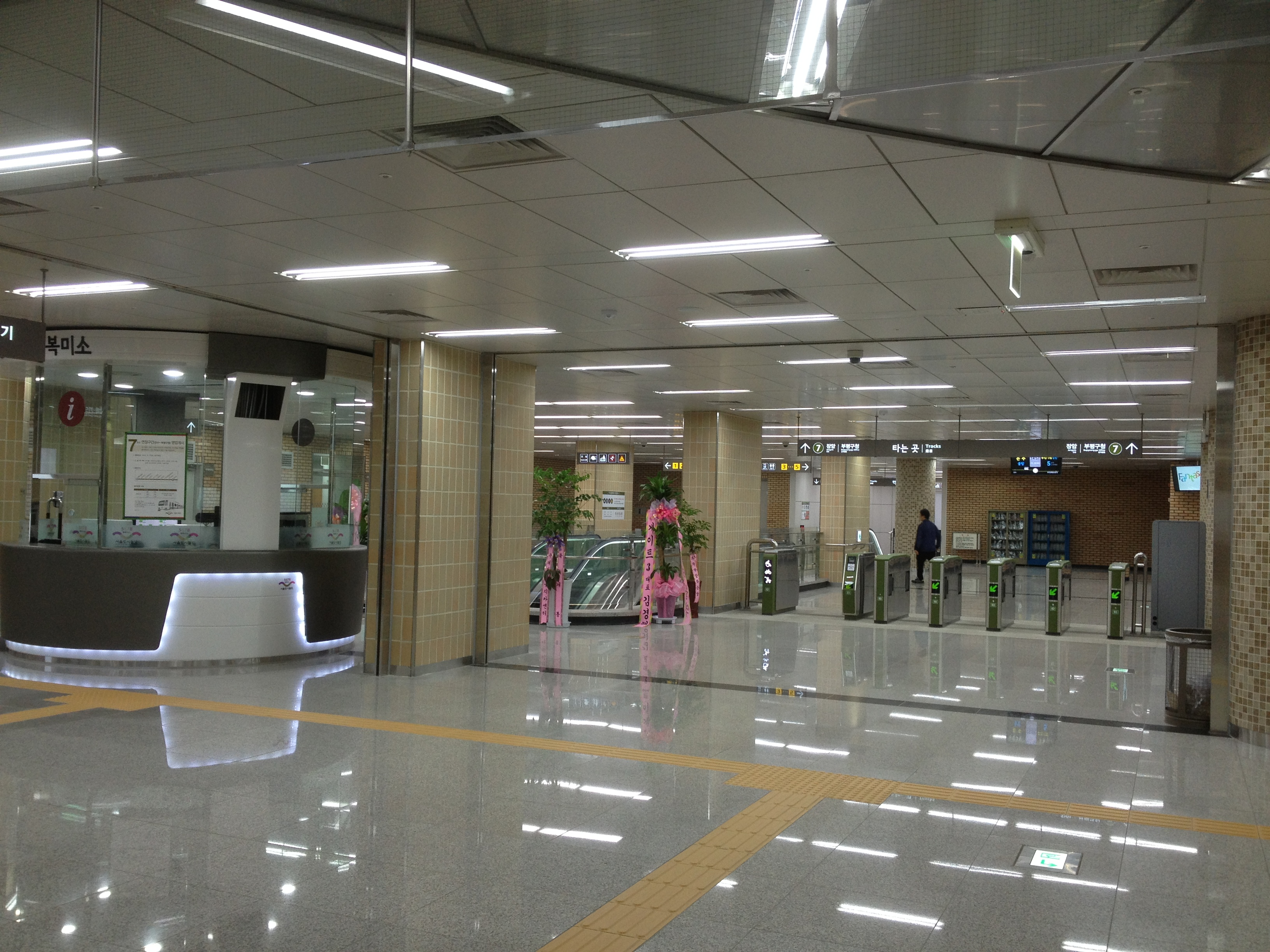
Ga Kkachiul 4
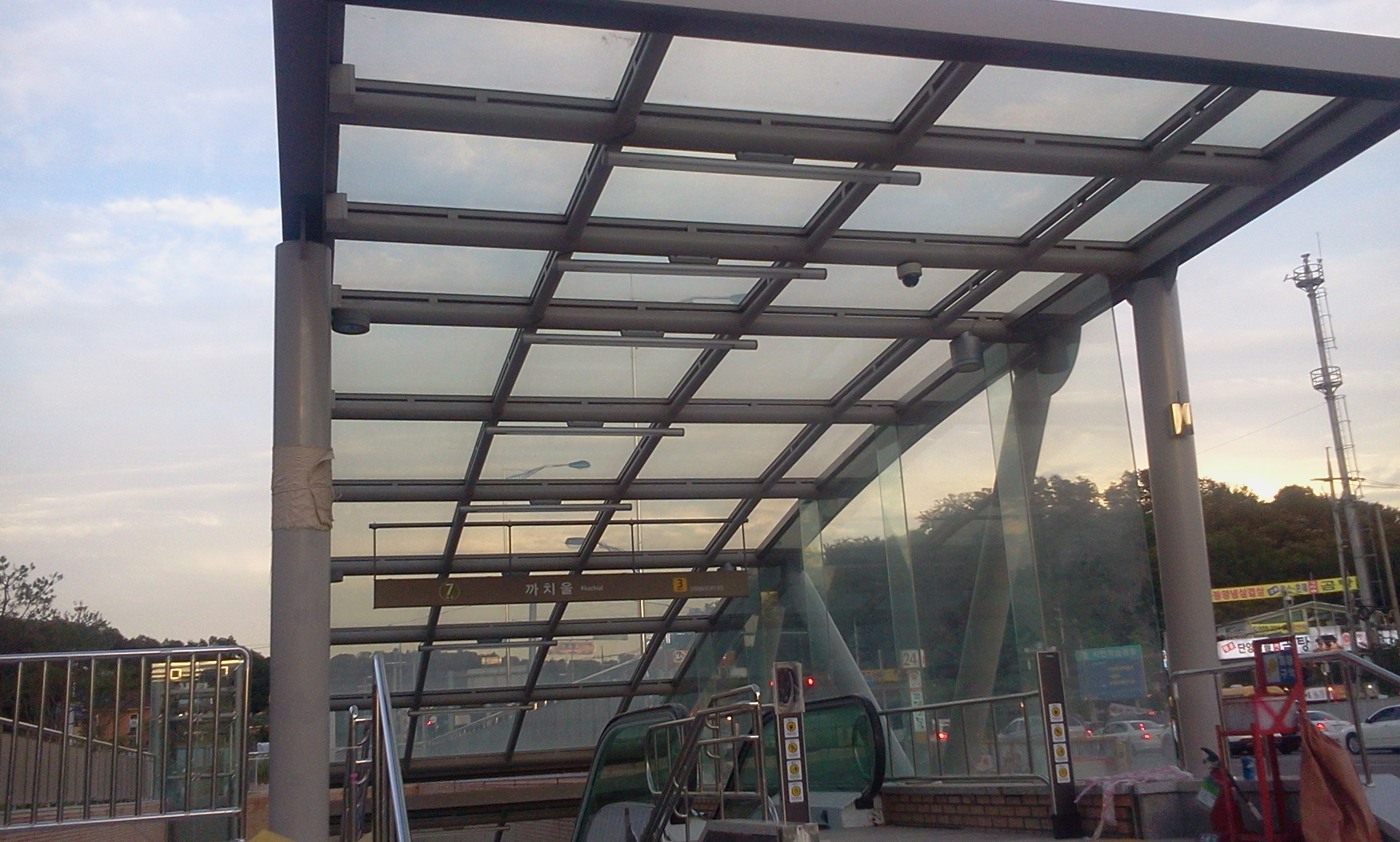
Ga Kkachiul 5
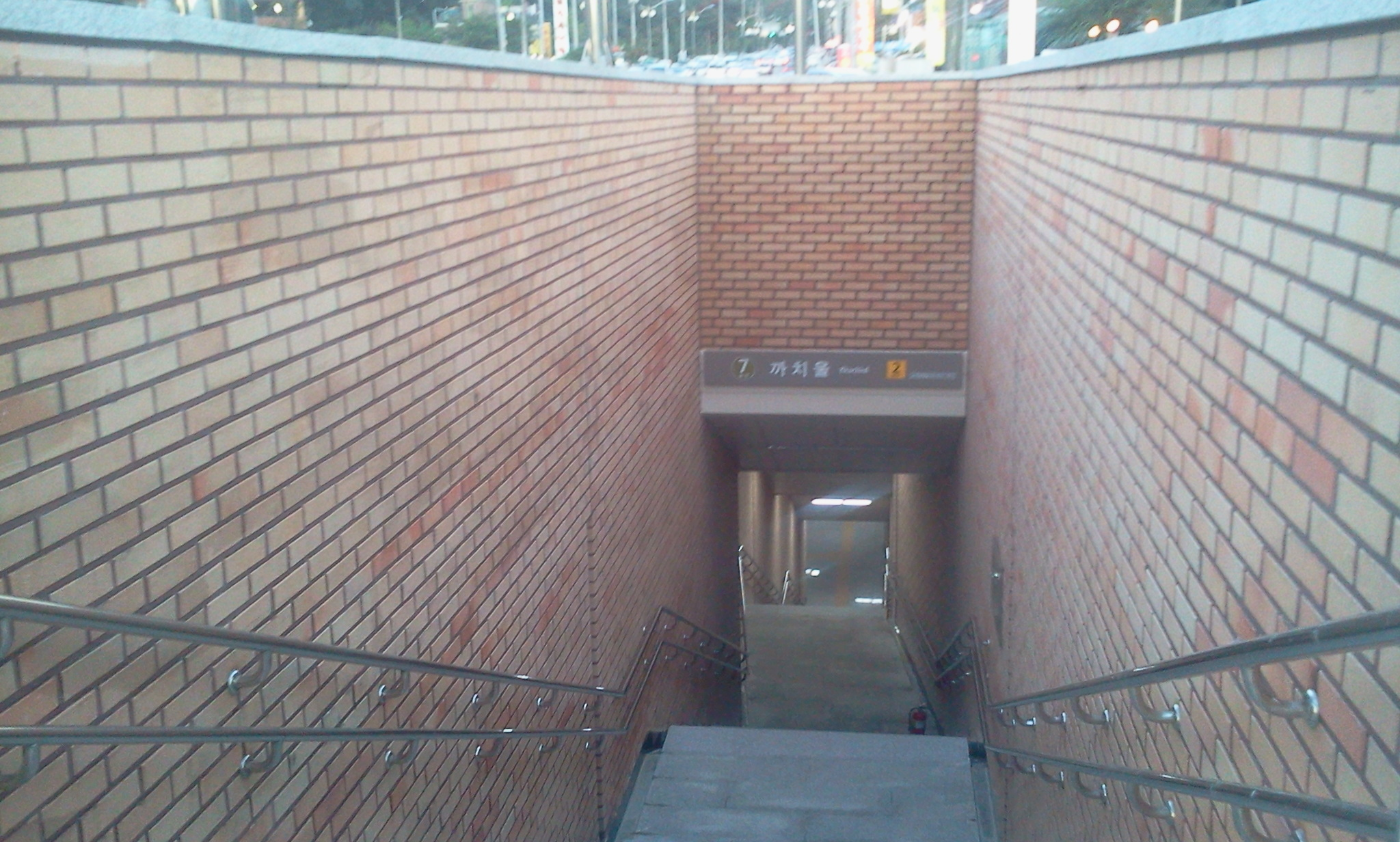
Ga Kkachiul 6